# Burleigh Head National Park
Burleigh Head National Park är en park i Australien. Den ligger i delstaten Queensland, omkring 81 kilometer sydost om delstatshuvudstaden Brisbane. Burleigh Head National Park ligger 74 meter över havet. Arean är 27,6 kvadratkilometer.
Trakten är tätbefolkad. Närmaste större samhälle är Gold Coast, omkring 11 kilometer norr om Burleigh Head National Park.
Genomsnittlig årsnederbörd är 1 876 millimeter. Den regnigaste månaden är januari, med i genomsnitt 327 mm nederbörd, och den torraste är oktober, med 40 mm nederbörd.